# Лугі (Нижньосілезьке воєводство)
Лугі (пол. Ługi) — село в Польщі, у гміні Вонсош Гуровського повіту Нижньосілезького воєводства.
Населення — 123 особи (2011).
У 1975-1998 роках село належало до Лешненського воєводства.

## Демографія
Демографічна структура станом на 31 березня 2011 року:
|          | Загалом | Допрацездатний вік | Працездатний вік | Постпрацездатний вік |
| -------- | ------- | ------------------ | ---------------- | -------------------- |
| Чоловіки | 55      | 5                  | 45               | 5                    |
| Жінки    | 68      | 11                 | 34               | 23                   |
| Разом    | 123     | 16                 | 79               | 28                   |